# Rečica (Lipnica)
Rečica je pritok potoka Lipnica, ki je prvi desni pritok reke Save po sotočju Save Bohinjke in Save Dolinke. Potok svoje vode nabira na severovzhodnih pobočjih planote Jelovica.